# Jürgen (Wanderprophet)
Jürgen († 1558 in Livland) war ein hochdeutsch sprechender Wanderprophet, der zwischen 1546 und 1558 im Baltikum, in Königsberg (Preußen), Schlesien und vielleicht auch in Münden (dem heutigen Hannoversch Münden) bezeugt ist. 1558 wurde er in Livland auf dem Weg von Reval nach Narva von Bauern erschlagen. Seine Geschichte wird durch mehrere Chroniken stückweise überliefert; seine Gestalt gilt als ein Vorläufer für die literarische Figur des Ewigen Juden Ahasverus. Jürgens Leben wurde zuerst von Paul Johansen (1951) erforscht, dessen Ergebnisse Jürgen Beyer (2008) korrigierte und ergänzte.

## Leben
Jürgen trat erstmals im Sommer 1546 in Riga auf. Er hielt sich ein halbes Jahr in der Stadt auf und forderte die Einwohner auf, Buße zu tun, da Gott sie andernfalls strafen würde. Nachdem er Riga wieder verlassen hatte, kam es tatsächlich am 22. Mai 1547 zu einem Stadtbrand, der große Teile der Stadt zerstörte. Über Jürgens Person wird berichtet, dass er aus dem hochdeutschen Sprachraum stammte, schulterlanges Haar hatte, lediglich in einen Sack gekleidet und ansonsten barfuß war. Essen und Trinken nahm er nur an, wenn er es sich mit harter Arbeit verdient hatte. 1549 erwähnt ein Chronist das Auftreten eines ärmlich gekleideten Bußpredigers in Münden (dem heutigen Hannoversch Münden), der durch alle Gassen lief und die Leute zur Umkehr aufforderte; da kein Name genannt wird, ist seine  Identifikation mit Jürgen aber nicht sicher.
1556 bis 1558 hielt sich Jürgen in Königsberg (Preußen), in Sagan (Schlesien) und in Livland unter anderem erneut in Riga sowie in Reval, dem heutigen Tallinn, auf. Die religiöse Inbrunst, die den Propheten dabei umtrieb, wurde von den Umstehenden als Zeichen Gottes interpretiert: „In seiner Arbeit ist er um eine Stunde allewege niedergefallen und hat gebetet und nach dem Gebete wieder angefangen gewaltig zu arbeiten. (…) Etliche hielten ihn für einen Unsinnigen, Etliche für einen Phantasten, Etliche aber sprachen, er wäre ein Wunderzeichen Gottes.“ Auf dem Weg von Reval nach Narva, nach verschiedenen Überlieferungen im Bistum Dorpat oder in Allentacken (so wurde das Gebiet vor Narva genannt), wurde Jürgen schließlich von wütenden Bauern erschlagen, einer Chronik zufolge, weil sie ihn für einen „Wilden Mann“ hielten.

## Überlieferung
Die Geschichte von Jürgen wurde vor allem durch fünf Chroniken und mehrere Gedichte überliefert. Neben der anonymen Chronik Cronica Oder Handbüchlein aus dem Jahre 1577 verdankt sich die Überlieferung vor allem der Chronik des Johannes Renner (1525–1583) und des Balthasar Russow (1536–1600), wobei Russows Bericht der ausführlichste ist. Die Chronik Renners ist dabei auf das Jahr 1561/1562, die Chronik Russows auf das Jahr 1578 zu datieren. Die Besuche Jürgens in Königsberg und Sagan sind bei Caspar Hennenberger und Esaias Fiebing niedergelegt. Ferner kommt die Geschichte Jürgens in der Reimchronik des heute weitgehend unbekannten Dichters Johannes (Hans) Hasentödter von 1569 vor. Hasentödter gibt an, dass Jürgen zwischen 1546 und 1556 für ein Jahrzehnt durch Deutschland gezogen sei, eine Wanderung, deren Stationen bisher kaum bekannt sind.

## Bezüge zur Figur des Ewigen Juden
Die zeitliche Abfolge der Reisen Jürgens lässt eine enge Verbindung der Figur zum erstmaligen Erscheinen des Ahasverus in Hamburg im Jahre 1547 vermuten. Damals soll der Ewige Jude gemäß der Kurzen Beschreibung und Erzählung von einem Juden mit Namen Ahasverus aus dem Jahre 1602 mit dem Schleswiger Bischof Paul von Eitzen zusammengetroffen sein. Appel (2022) betont, dass die Erzählungen rund um den Propheten Jürgen vor allem die Literarizität der Figur Ahasverus in besonderem Maße gefördert hätten. Für die spätere Erzählung vom Ewigen Juden bestimmende Kern-Mythologeme wie etwa die Unsterblichkeit oder die Hoffnung auf Erlösung und auch der Bibelbezug seien in den Erzählungen um Jürgen allerdings kaum präsent. Hingegen seien vor allem Wesensmerkmale und Aussehen des in der Kurzen Beschreibung ausgestalteten Ewigen Juden von der Figur des Jürgen entlehnt worden.